# Ramon Gener
Ramon Gener, in sommige documenten ook Ramon Janer (geboren ?- overleden vermoedelijk 1388) was de derde president van de Generalitat in Catalonië. Hij was president van 1364 tot 1365, als vervanger van Romeu Sescomes. Later was hij nogmaals president van 1379 tot 1380. Hij was kanunnik en koorleider in de kathedraal van La Seu d'Urgell en pastoor van Sant Andreu de Palomar in Barcelona. In 1358 was hij afgevaardigde van het bisdom van Urgell om met Peter IV, koning van Aragón en graaf van Barcelona, over economische kwesties te onderhandelen. In 1379 werd hij voor een tweede mandaat verkozen. Van zijn beleid is verder weinig bekend, behalve het feit dat hij het innen van de belastingen van de Generaliteit uitbesteed heeft.